# Antoni Dudek (ur. 1949)
Antoni Kazimierz Dudek (właściwie Kazimierz Dudek, ur. 5 września 1949 w Kłodzku) – polski prezbiter, historyk, palestynolog, były franciszkanin, misjonarz, doktor historii Kościoła, poliglota, rysownik, działacz kulturalny i społeczny. W latach 2006–2009 gwardian klasztoru franciszkanów w Prudniku. Autor kilkunastu pozycji dotyczących historii Kościoła katolickiego na Śląsku. W 2023 wydalony z zakonu w związku z oskarżeniami o wykorzystywanie seksualne kobiet.

## Życiorys

### Wczesne życie
Kazimierz Dudek urodził się w 1949 w Kłodzku, gdzie spędził dzieciństwo i młodość. W 1967 wstąpił do zakonu. Był członkiem franciszkańskiej Prowincji św. Jadwigi Zakonu Braci Mniejszych we Wrocławiu. 2 lutego 1974 przyjął święcenia kapłańskie. Studiował katechetykę na ATK w Katowicach, a następnie historię kościoła na PAT we Wrocławiu. Został wikarym w Raciborzu, a w latach 1979–1982 był duszpasterzem akademickim w Gliwicach. Do 1988 był wikarym parafii, duszpasterzem studentów i niepełnosprawnych we Wrocławiu.

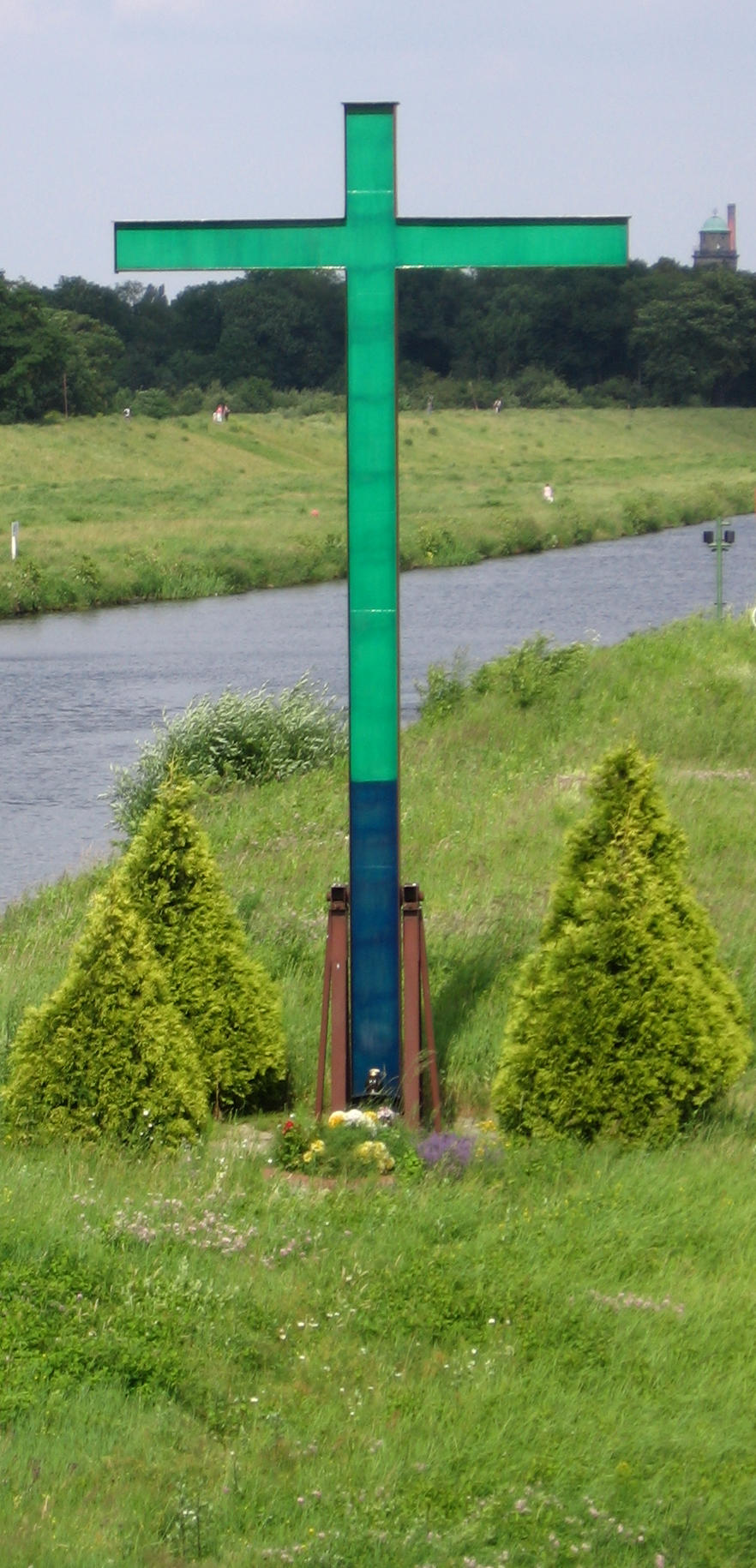
Krzyż przy Moście Trzebnickim we Wrocławiu

W latach 1988–1992 pracował jako misjonarz w Izraelu i na Rodos. Podjął współpracę z Komisariatem Ziemi Świętej w Krakowie. Od 1992 do sierpnia 2000 był proboszczem parafii św. Antoniego we Wrocławiu. Po powodzi tysiąclecia z jego inicjatywy nad Odrą przy Moście Trzebnickim postawiono kilkumetrowej wysokości stalowy krzyż dziękczynny, na którym zaznaczono poziom wody, jaki osiągnęła rzeka w czasie kulminacji fali powodziowej.

### Prudnik
W 2000 zamieszkał w klasztorze franciszkanów w Prudniku na województwie opolskim. Organizował obchody Roku Prymasowskiego w Prudniku w 2001. Na szczycie Koziej Góry postawiony został „Zielony Krzyż Nadziei”. W krzyż wmurowany został kamień z ogrodu Oliwnego, przywieziony z Ziemi Świętej przez Antoniego Dudka. Od czerwca 2001 do 2004 ponownie przebywał w Ziemi Świętej – na Górze Nebo w Jordanii. W tym czasie, na podstawie jego relacji z Jordanii w „Tygodniku Prudnickim” publikowany być cykl „Wieści z Nebo”. W listopadzie 2004 otrzymał tytuł Kapelana Rycerstwa Hrabstwa Kłodzkiego.
Był pomysłodawcą utworzenia „Alejki Wilka z Gubbio”, prowadzącej z sanktuarium św. Józefa na szczyt Koziej Góry. Wzdłuż ścieżki rozstawione są tablice prezentujące historię Wilka z Gubbio przedstawioną w „Kwiatkach św. Franciszka”. Rysunki umieszczone na tablicach wykonały dzieci ze szkół w Prudniku. Organizował w Prudniku zloty o zasięgu krajowym osób o nazwisku Dudek, w tym m.in. politologa Antoniego Dudka i muzyka Ireneusza Dudka.

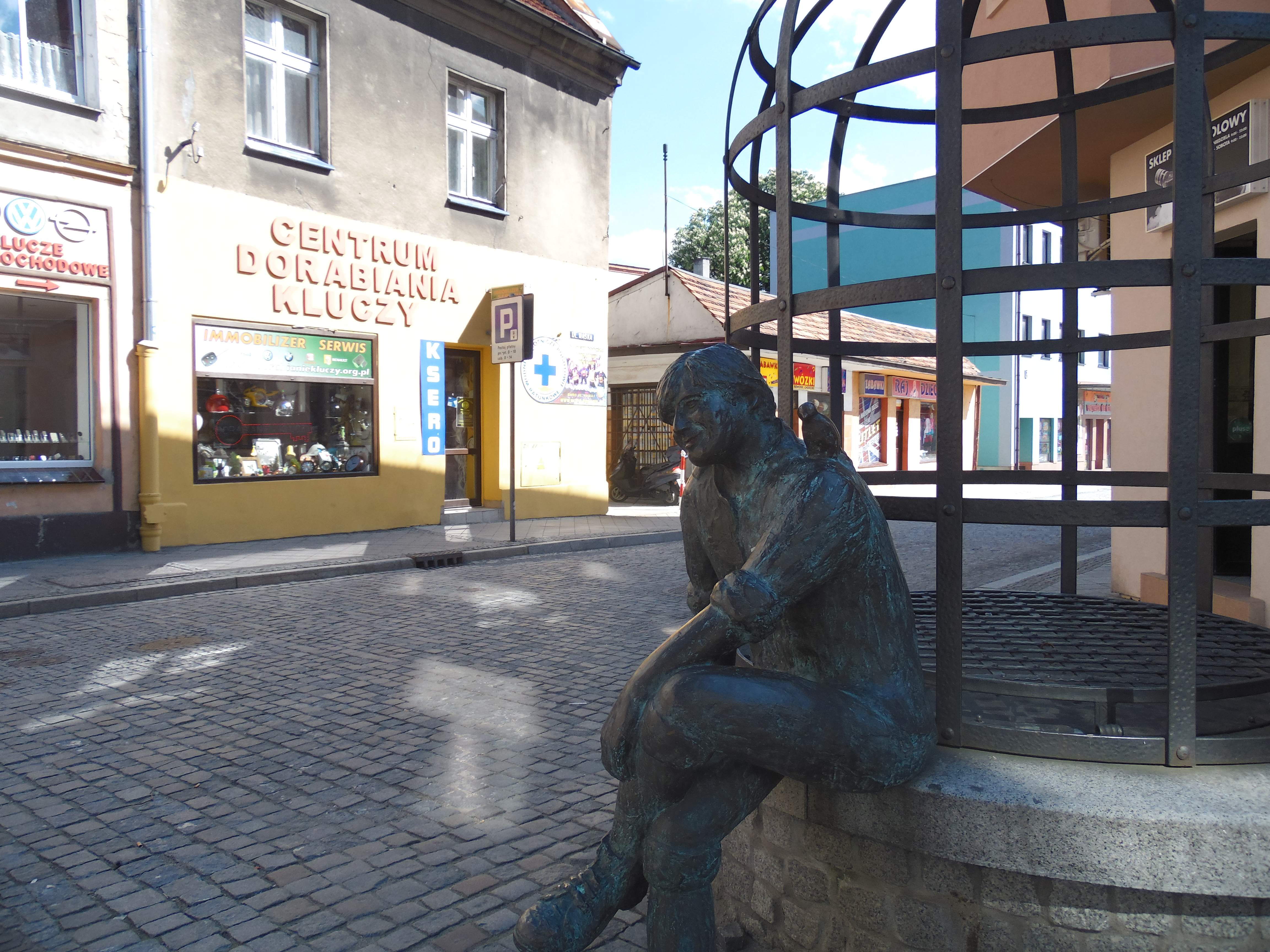
Rzeźba przy studni w Prudniku

16 sierpnia 2006 otrzymał nominację na urząd gwardiana i kustosza sanktuarium św. Józefa w Prudniku. Zbudował wierną kopię starożytnej łodzi odnalezionej nad Jeziorem Genezaret w Izraelu i podarował ją duszpasterstwu lednickiemu. W tym samym roku zainicjował ustawienie przy wjeździe na teren sanktuarium kapliczki Chrystusa Frasobliwego, upamiętniającej Jerzego Simona i Wojciecha Mrosika – franciszkanów zabitych przez Armię Czerwoną podczas walk o Prudnik w 1945.
Zaaprobował organizację corocznego zlotu motocyklistów oraz festiwalu muzyki rockowej na błoniach sanktuarium (Rock Festiwal Pogranicza). Był jednym z inicjatorów Motocyklowego Kolędowania. 11 grudnia 2006 przyznano mu srebrny medal „Zasłużony Kulturze Gloria Artis” za upowszechnianie kultury. Zadbał o remont kapliczki św. Antoniego w Lipnie w Prudniku. W 2009 ufundował rzeźby chłopaka i dziewczyny przy ulicznej studni w Prudniku, odnoszące się do napisanej przez niego legendy o nieszczęśliwie zakochanych, którzy na pamiątkę swojej miłości zbudowali dla miasta studnię. 29 czerwca 2009 roku Rada Miejska w Prudniku przyznała mu tytuł Honorowego Obywatela Gminy Prudnik.

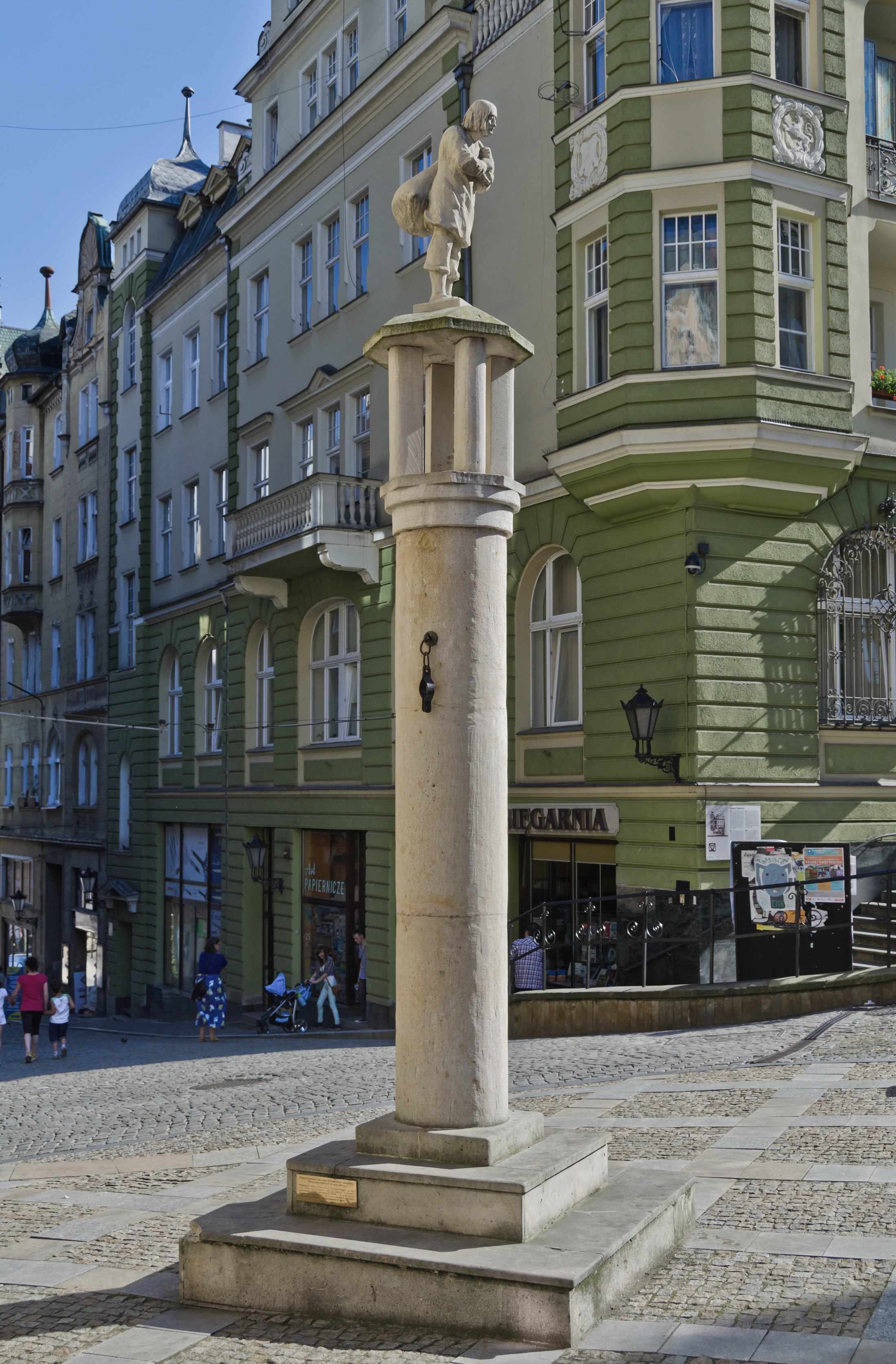
Pręgierz w Kłodzku

W sierpniu 2009 przeniósł się do klasztoru w jego rodzinnym Kłodzku. Był inicjatorem odbudowy pręgierza w Kłodzku. Następnie przebywał w Legnicy, a 6 września 2016 zamieszkał w klasztorze na Górze Świętej Anny. 22 września 2018 w sanktuarium na Górze Świętej Anny Dudek obchodził jubileusz 50-lecia złożenia pierwszych ślubów zakonnych. Na spotkanie przybyło kilkuset wiernych z Polski i zagranicy.
W 2019 przebywał w klasztorze w Nysie, a w 2020 wrócił do Prudnika – zamieszkując najpierw w klasztorze bonifratrów, następnie w klasztorze franciszkanów. W maju 2021 z jego inicjatywy odbudowano dzwonnicę kościoła franciszkanów w Prudniku. Poprzednia została zniszczona w 1956 w trakcie niedokończonej przebudowy klasztoru na prewentorium. 3 marca 2022 w Lipnie odsłonięto metalową instalację przedstawiającą sześciu zakonników wędrujących do Lasu Prudnickiego, upamiętniającą 170 lat pobytu franciszkanów w Prudniku, wykonaną według pomysłu Dudka.

### Oskarżenia o molestowanie i wykorzystywanie seksualne
Według ustaleń „Nowej Trybuny Opolskiej”, w 2022 Dudek miał zostać zatrzymany przez policję z publicznie nieznanych przyczyn. 14 marca 2023 prowincjał miał nałożyć na niego „pewne ograniczenia” na czas wyjaśniania sprawy. W ciągu trzydziestu lat, Dudek miał dopuścić się wykorzystywania seksualnego i finansowego kilkunastu kobiet. Zakon nie zgłosił wówczas sprawy prokuraturze, jak tłumaczył delegat prowincjonalny do spraw dzieci i młodzieży Wit Bołd: „Respektujemy polskie prawo państwowe, wiedząc, że obecnie polski kodeks karny wprowadził karalność milczenia na temat przestępstw seksualnych. Gdyby więc ktoś do nas przyszedł i zgłosił, że doszło do jakiegoś czynu zabronionego, musielibyśmy powiadomić prokuraturę. Jeśli więc nie zgłosiliśmy żadnej sprawy, to oznacza, że nie było czego zgłaszać”. Prokuratura Rejonowa w Prudniku nie odnotowała żadnego zgłoszenia w sprawie Antoniego Dudka.
Na przełomie 2022 i 2023 do władz Prowincji św. Jadwigi Zakonu Braci Mniejszych zaczęły spływać zeznania kobiet, które w przeszłości zostały skrzywdzone przez Antoniego Dudka. 14 marca 2023, po wysłuchaniu pierwszych zeznań, delegat prowincjonalny do spraw dzieci i młodzieży Wit Bołd opublikował apel, w którym prosił o kontakt „wszystkich, którzy doświadczyli lub mają wiedzę” o dopuszczaniu się „wielorakich form przemocy, wyrządzając tym samym wielką krzywdę wiernym” przez jednego z duchownych Prowincji św. Jadwigi. W apelu nie podano nazwiska zakonnika. Apel był przeznaczony do odczytania we wszystkich parafiach, w których wcześniej pracował Dudek. 28 kwietnia 2023 opublikowano oświadczenie prowincjała Prowincji św. Jadwigi dotyczące oskarżenia Antoniego Dudka o „poważne wykroczenia wobec osób powierzonych jego duszpasterskiej opiece”. W oświadczeniu, Alard Maliszewski stwierdził: „Wykorzystanie w sferze psychicznej, duchowej czy seksualnej, których dopuścił się nasz współbrat, napełniają mnie wstydem i bólem. Wyrządzona krzywda jest ogromna.” Zapowiedział podjęcie kroków prawnych wobec Dudka.
Według ustaleń „Nowej Trybuny Opolskiej”, w 2022 Dudek miał zostać zatrzymany przez policję z publicznie nieznanych przyczyn. 14 marca 2023 prowincjał miał nałożyć na niego „pewne ograniczenia” na czas wyjaśniania sprawy. W ciągu czterdziestu lat, Dudek miał dopuścić się wykorzystywania seksualnego i finansowego kilkunastu kobiet.
Cztery ofiary Dudka nawiązały kontakt z redakcjami czasopism „Nowa Trybuna Opolska” i „Więź”. Ich relacje, dotyczące molestowania, manipulacji (również w celu uzyskania pieniędzy) oraz przemocy seksualnej, zostały opublikowane.
Z kolei „Tygodnik Prudnicki” opublikował list otwarty otrzymany od „grupy przyjaciół” Antoniego Dudka podpisany przez 18 osób. Autorzy listu zarzucili zeznającym kobietom „kierowanie się nienawiścią” i stawianie „nieuczciwych i nierzetelnych” zarzutów, stwierdzając, że „franciszkańska «seksafera» przestała mieć charakter dyskretnego postępowania wewnętrznego, a stała się emocjonującą (i żenującą) sensacją, godzącą w dobre imię człowieka o skomplikowanej osobowości, ale pozytywnym życiorysie, niszczącą wizerunek charyzmatycznego kapłana, uczciwego zakonnika, porządnego człowieka”. Krytykowali oni również przeprosiny franciszkanów.
W czerwcu 2023, decyzją prowincjała zakonu, Antoniemu Dudkowi odebrano prawo odprawiania mszy z udziałem wiernych i ograniczono jego możliwości poruszania się poza klasztorem, a w październiku tegoż roku przekazano dekret generała zakonu franciszkanów o. Massima Fusarellego, informujący o wydaleniu z zakonu. Ostatecznie 22 września 2024 prowincjał Prowincji św. Jadwigi przekazał Antoniemu Dudkowi decyzję watykańskiej Dykasterii ds. Instytutów Życia Konsekrowanego i Stowarzyszeń Życia Apostolskiego, która odrzuciła jego rekurs i podtrzymała decyzję generała zakonu franciszkanów o wydaleniu go z zakonu.

## Publikacje

### Prace naukowe
- 1995 – Święty Antoni ISBN 83-85880-35-6.
- 1996 – Klasztor, kościół i parafia na Karłowicach ISBN 83-85880-46-1.
- 1998 – Wrocław Karłowice: 1699–1999 ISBN 83-85880-73-9.
- 2002 – Franciszkanie w Kłodzku ISBN 83-88598-28-7.
- 2002 – Kłodzki męczennik: historia ks. Andreasa Faulhabera 21.05.1713–30.12.1757 ISBN 83-88598-27-9.
- 2002 – O. Władysław Edward Schneider (1833–1919) – śląski misjonarz w Ziemi Świętej ISBN 83-88598-16-3.
- 2003 – Franciszkanie Prowincji św. Jadwigi w służbie Kustodii Ziemi Świętej ISBN 83-88598-33-3.
- 2003 – Kłodzkie curriculum vitae: podróż sentymentalna ISBN 83-88598-46-5.
- 2003 – Śladami Poprzednika, czyli O miejscach związanych z osobą i działalnością św. Jana Chrzciciela ISBN 83-88598-32-5.
- 2005 – 100 lat przybycia franciszkanów do Borek Wielkich 1905-2005 ISBN 83-88598-65-1.
- 2005 – Fra Pietro – opowieść o franciszkaninie Albercie Küchlerze (1803–1886) ISBN 83-88598-57-0.
- 2005 – Raptularz franciszkanów z Prudnika ISBN 83-917915-2-1.
- 2006 – Alkantaryni na Śląsku (1847–1855) ISBN 83-88598-70-8.
- 2006 – Architektoniczne kopie Bożego Grobu z Jerozolimy w Polsce ISBN 83-88598-73-2.
- 2009 – Ludziom i miastu Prudnikowi ISBN 978-83-60791-81-3.
- 2009 – O dwóch, którzy zakochali się w Miłości ISBN 978-83-60791-88-2.
- 2019 – Bracia Mniejsi Franciszkanie w Nysie ISBN 978-83-953036-5-4.

### Inne pozycje
- 1995 – W szkole świętego Antoniego z Padwy: jubileuszowe rozważania o św. Antonim z Padwy ISBN 83-85880-26-7.
- 1997 – O najbardziej kochanym Świętym świata ISBN 83-85880-55-0.
- 2005 – Uwiodłeś mnie Panie ISBN 83-88598-67-8.
- 2005 – W drodze do domu ISBN 83-88598-55-4.
- 2006 – Bajki serdeczne z Prudnika ISBN 83-88598-83-X.
- 2006 – Wypłyń na głębię ISBN 83-88598-92-9.
- 2007 – Osobno, a jednak razem ISBN 978-83-60791-54-7.
- 2007 – Prudnik – Las: przewodnik: sanktuarium św. Józefa i miejsce uwięzienia Księdza Prymasa Stefana Wyszyńskiego ISBN 978-83-60791-57-8.
- 2007 – Pociągnij mnie za sobą! Pobiegnijmy! ISBN 978-83-60791-58-5.
- 2008 – I opowiadaj wszystko ISBN 978-83-60791-78-3.
- 2008 – Prudnik: ulica – chwilowo – Poniatowskiego 5 ISBN 978-83-60791-63-9.
- 2012 – ...Ujrzał i uwierzył ISBN 978-83-935027-0-7.
- 2012 – ...Jego słuchajcie (Łk 9,35) ISBN 978-83-935027-1-4.
- 2012 – Bracia mniejsi, Franciszkanie, Bracia od sznurka w ziemi świętej – krótka historia ISBN 978-83-935027-2-1.
- 2016 – Dom na górze ISBN 978-83-941217-2-3.